# Osmanlı, Gülağaç
Düğüz là một xã thuộc huyện Gülağaç, tỉnh Aksaray, Thổ Nhĩ Kỳ. Dân số thời điểm năm 2010 là 210 người.